# Pobol y Cwm
Pobol y Cwm (littéralement Les Gens de la Vallée) est un soap opera britannique quotidien en langue galloise diffusé depuis le 16 octobre 1974, d'abord sur BBC Wales, puis depuis novembre 1982, sur la chaîne galloise S4C, tous les jours de la semaine à 20 h. Des sous-titres anglais sont disponibles pour les téléspectateurs ne parlant pas le gallois. C'est le soap-opéra le plus ancien produit par la BBC, et régulièrement le programme le plus suivi sur la chaîne S4C, matchs de rugby mis à part.
Ce feuilleton est inédit dans les pays francophones.

## Synopsis
La série raconte le quotidien des habitants du village fictif de Cwmderi, quelque part au sud-ouest du Pays de Galles.

## Distribution
Les acteurs sont très peu connus hors du Pays de Galles, à l'exception de Ioan Gruffudd, qui a joué dans la série de 1987 à 1994 avant de devenir une star internationale dans des superproductions américaines, et Iwan Rheon, qui depuis a joué dans Misfits le rôle de Simon Bellamy et dans Game of Thrones celui de Ramsay Bolton, en plus de se lancer dans une carrière d'auteur-compositeur-interprète.